# Bolivienzwergkauz
Der Bolivienzwergkauz (Glaucidium bolivianum) auch Yungas-Sperlingskauz ist eine kleine Eulenart aus der Gattung der Sperlingskäuze. Er kommt ausschließlich in Südamerika vor.

## Erscheinungsbild
Der Bolivienzwergkauz erreicht eine Körpergröße von etwa 16 Zentimetern. Federohren fehlen. Die Art kommt in einer grauen, braunen und rotbraunen Farbmorphe vor. Das Occipitalgesicht ist auffällig. Der Scheitel ist dicht weißlich gefleckt und weist gelegentlich auch einige längliche Flecken auf. Auch der Rücken ist dicht gefleckt. Die Körperunterseite ist weißlich mit dunklen Flecken auf den oberen Brustseiten. Die Flanken und Brustseiten sind an der Seite dunkel längsgestreift. Der Augen sind gelblich.
Der Bolivienzwergkauz weist große Ähnlichkeit mit dem Andenzwergkauz auf, hat aber längliche Flügelspitzen und einen deutlich kürzeren Schwanz. Der Parkerzwergkauz ist kleiner mit einem kürzeren Schwanz. Der Brasilzwergkauz ist gewöhnlich größer als der Bolivienzwergkauz.

## Verbreitungsgebiet und Lebensraum
Der Bolivienzwergkauz kommt überwiegend an den Osthängen der Anden – vom Norden Perus bis nach Bolivien und dem Norden Argentiniens – vor. Er ist ein Standvogel, der humide und saisonal humide Berg- und Nebelwälder besiedelt, die einen großen Reichtum an Epiphyten und Lianen aufweisen. Die Höhenverbreitung reicht von etwa 1.000 bis 3.000 Meter. Am weitesten verbreitet ist er in dichten Nebelwäldern.

## Lebensweise
Der Bolivienzwergkauz ist weniger tagaktiv als andere amerikanische Sperlingskauz-Arten. Seine Aktivitätsphase beginnt gewöhnlich in der Dämmerung. Das Nahrungsspektrum besteht überwiegend aus Insekten sowie Kleinvögeln und vermutlich auch anderen kleinen Wirbeltieren. Das Territorium der Bolivienzwergkauze ist zwischen 0,5 und 1 Quadratkilometer groß. Über die Brutbiologie ist fast nichts bekannt.

## Belege

### Einzelbelege
1. ↑   König et al., S. 410